# Il ritorno di Godzilla (film 1984)
Il ritorno di Godzilla (ゴジラ?, Gojira) è un film del 1984 diretto da Koji Hashimoto. Si tratta del 16º sequel di Godzilla del 1954. Il film è il primo della serie Heisei, che ignora la continuità stabilita dai precedenti film da Il re dei mostri in poi, e riporta la serie al tono cupo e alla tematica anti-nucleare del film del 1954, dove Godzilla è una forza antagonista. Con l'eccezione di Tomoyuki Tanaka e Teruyoshi Nakano, poche persone legate alla serie precedente furono coinvolte nella produzione.
Per il mercato degli Stati Uniti, venne realizzata una versione dal titolo Godzilla 1985, della durata di 87 minuti, che includeva nuove scene con Raymond Burr, tornato nei panni di Steve Martin, un personaggio di Godzilla, King of the Monsters, la versione statunitense del primo film.
In Italia, il film è rimasto inedito fino alla pubblicazione del VHS negli anni '90 e successivamente del DVD, da parte della Yamato Video.

## Trama
(Goro Maki e il Prof. Hayashida)
Anno 1985: sono trascorsi esattamente trent'anni dal primo raid di Godzilla su Tokyo, conclusosi con la morte del re dei mostri per mano del distruttore d'ossigeno. Il film si apre con un gruppo di marinai che navigano su un peschereccio nei pressi dell'isola di Daikoku. Improvvisamente, l'isola si disintegra, il tutto accompagnato da un ruggito familiare e possente.
La mattina seguente, il giovane reporter Goro Maki, in vacanza a bordo di una barca a vela, incontra il peschereccio della notte precedente abbandonato alla deriva. Salito a bordo, lo spettacolo che gli si presenta è agghiacciante: tutti i marinai sono stati privati dei liquidi vitali e ridotti a gusci morti. Goro sta per subire la stessa sorte, attaccato da un copepode gigante, ma viene salvato da Hiroshi Okumura, unico superstite.
Ricoverato in ospedale, Okumura identifica il mostro che ha attaccato il peschereccio come Godzilla. Gli esponenti del governo, di fronte a questa situazione, sono impotenti, avendo creduto per trent'anni che Godzilla fosse morto per mano di Serizawa. Per impedire il panico collettivo, il governo proibisce a Goro di rendere pubblica la scoperta; irritato, il giornalista si reca dal dottor Hayashida, che sta lavorando alla progettazione di armi sonore. Il professore ritiene che Godzilla abbia poteri autorigeneranti e che nessuna arma possa ucciderlo in via definitiva.
In quest'occasione, Goro conosce la giovane assistente di Hayashida, Naoko, sorella di Hiroshi, il marinaio sopravvissuto. Grazie al nuovo amico, Naoko apprende con gioia che il fratello è vivo. Nel frattempo, un sottomarino russo nei pressi di Tokyo viene attaccato e distrutto, causando l'inasprimento dei rapporti tra Giappone e URSS. Per non peggiorare ulteriormente la situazione, il ministro della difesa ammette pubblicamente il ritorno di Godzilla. 
Durante la notte, Godzilla distrugge una centrale nucleare e ne assorbe le scorie radioattive. Nel frattempo, le forze russe, giapponesi e americane discutono sul da farsi: le prime sono scettiche riguardo alla ricomparsa del re dei mostri e affermano di avere a disposizione un satellite dotato di una testata nucleare puntato su Tokyo.
Viene comunicato pubblicamente che Godzilla sta puntando verso Tokyo e, mentre la popolazione fugge dalla capitale, Goro e Hayashida sviluppano una frequenza sonica in grado di allontanare Godzilla, mentre il geologo Minami mina la cima del vulcano Mihara a Ōshima. L'esercito si mobilita per arrestare l'incedere di Godzilla, ma invano.
Il mostro attacca poi la nave russa dove si trova il comando remoto per il lancio della testata, attivando il conto alla rovescia. Godzilla comincia a demolire Shinjuku, ma prima che possa distruggere il laboratorio di Hayashida, questo trova la frequenza in grado di disturbarlo, facendolo allontanare. Hayashida, Goro e Naoko rimangono però chiusi dentro l'edificio.
A questo punto entra in azione la fortezza volante Super X, che bombarda Godzilla con missili al cadmio. Questo metallo, immune agli effetti delle radiazioni nucleari, mette al tappeto Godzilla, che perde conoscenza. Un elicottero inizia le procedure di recupero, ma gli unici a essere portati in salvo sono Hayashida e Hiroshi Okumura. La testata nucleare russa intanto viene sganciata; gli americani lanciano un loro missile per intercettarla e ci riescono: l'impatto avviene nei cieli di Tokyo, colorandoli di rosso. Prima che possano causare danni, le radiazioni vengono assorbite da Godzilla, che si rimette completamente e attacca il Super X, facendogli crollare sopra un palazzo.
Intanto, Goro e Naoko riescono a uscire dall'edificio trovandosi nuovamente di fronte al mostro. Grazie all'arma di Hayashida, però, Godzilla viene dirottato verso Oshima. Salito sulla cima del vulcano, Minami fa esplodere le mine, provocando la fine del re dei mostri, che cade nel vulcano infuocato.

## Produzione

### Pre-produzione
Dopo il fallimento di Distruggete Kong! La Terra è in pericolo!, Toho tentò ripetutamente di rinvigorire la serie negli ultimi anni settanta e nei primi anni ottanta. Il primo tentativo fu l'annuncio, nel 1977, di un remake a colori del primo film, intitolato La rinascita di Godzilla, ma il progetto fu scartato. Un anno dopo, fu annunciato che Toho avrebbe girato insieme all'United Productions of America Godzilla contro il Diavolo, ma anche questo progetto, assieme al proposto Godzilla contro Gargantua di Henry G. Saperstein, non si concretizzò.
Tomoyuki Tanaka, uno dei creatori di Godzilla, si incaricò di far rivivere la serie nel 1979, venticinquesimo anniversario di Godzilla, con l'intento di riportarla alle sue radici anti-nucleari, a seguito dell'Incidente di Three Mile Island. Sperando di attrarre il pubblico adulto allontanato dall'approccio infantile che avevano assunto i film di Godzilla degli anni settanta, Tanaka fu incoraggiato nella sua visione dal successo contemporaneo di vari film di fantascienza e dell'orrore, inclusi King Kong, Terrore dallo spazio profondo, Alien e La cosa. Un abbozzo intitolato Il ritorno di Godzilla fu consegnato da Akira Murao nel 1980 e raccontava lo scontro, ambientato in un sito di discariche nucleari, tra Godzilla e un mostro mutaforme chiamato Bagan. Il progetto fu cancellato senza spiegazioni. Nel 1983, il regista americano Steve Miner propose di realizzare un film di Godzilla a sue spese. Toho appoggiò il progetto e Miner incaricò Fred Dekker per la scrittura del copione e il paleoartista Steve Czerkas per la scultura rappresentante il mostro. Tuttavia, il progetto fu rifiutato dagli studi cinematografici statunitensi poiché Miner insisteva nell'usare la costosa tecnica del passo uno e nel girare il film in 3D. Sotto pressione da un fan club chiamato "il comitato della resurrezione di Godzilla", Tanaka decise di girare un film per puro consumo domestico, da proiettarsi insieme al film di Miner.

### Il ritorno di Godzilla
Nel suo tentativo di porre fine alla raffigurazione eroica e antropomorfa di Godzilla nei film precedenti, Tanaka era deciso a girare un sequel diretto del film del 1954. Assunse lo scrittore Shuichi Nagahara, che scrisse un copione che combinava elementi del Ritorno di Godzilla di Akira Murao e del film di Miner non ancora prodotto, inclusi un'intensificazione delle ostilità nella Guerra fredda e una fortezza volante che sparava missili nella bocca del mostro. Koji Hashimoto fu incaricato come regista, poiché Ishirō Honda era occupato nell'assistere Akira Kurosawa con Kagemusha - L'ombra del guerriero e Ran, ed era dell'opinione che la serie avrebbe dovuto concludersi dopo la morte di Eiji Tsuburaya. Il compositore Akira Ifukube rifiutò di partecipare, amareggiato per il declino in qualità della serie e, dopo aver sentito che Godzilla sarebbe stato più alto di prima, dichiarò: "Io non scrivo musica per mostri alti 80 metri."
Gli effetti speciali furono ancora sotto la direzione di Teruyoshi Nakano, che fu coinvolto in molti dei film precedenti. La decisione di Tanaka di aumentare l'altezza di Godzilla da 50 a 80 metri fu presa per evitare che Godzilla apparisse troppo piccolo in confronto ai nuovi edifici di Tokyo. Per questo si dovettero costruire i set in una scala di 1:40, aumentando il budget a 6,25 milioni di dollari. Tanaka e Nakano gestirono la fabbricazione del costume di Godzilla, incorporando orecchie e quattro dita posteriori, tratti non visti sin da Il re dei mostri. Nakano era insistente nell'aggiungere elementi nel costume che suggerivano la tristezza del personaggio, inclusi occhi rivolti in giù e spalle inclinate. La costruzione del costume durò due mesi e consisteva nello stampare le componenti uretane del corpo su una scultura di grandezza naturale prefabbricata. Yasamaru prese il completo controllo della fabbricazione, in contrasto con i film precedenti dove le varie parti del corpo furono costruite da diversi artisti. Il costume finale era fabbricato per le caratteristiche dello stuntman Hiroshi Yamawaki, che lasciò il progetto improvvisamente, e fu rimpiazzato con Kenpachiro Satsuma, che in precedenza aveva raffigurato i mostri Hydrax e Gigan. Siccome il costume di 110 chili non era fatto a sua misura, Satsuma ebbe difficoltà nel rappresentare il personaggio, potendo entrare in scena per solo dieci minuti e perdendo cinque chili alla conclusione delle riprese. Nel tentativo di rendere i movimenti di Godzilla meno antropomorfi, Nakano chiese a Satsuma di modellare le sue azioni al nō, una danza tradizionale giapponese.
Traendo ispirazione dalla pubblicità attorno al modello di dodici metri di King Kong dal film omonimo del 1976, Toho spese 475.000 dollari per un Godzilla robot di cinque metri nominato "Cybot" per le riprese ravvicinate. Il Cybot consisteva in un endoscheletro idraulico ricoperto da una pelle di uretano, contenente 3.000 componenti meccaniche che gli permettevano di inclinare la testa e muovere le braccia e le labbra. Al contrario dei costumi precedenti, le cui mandibole consistevano semplicemente di linguette operate con i fili, le mascelle del Cybot erano incardinate come quelle di un animale reale. Un piede operato con una gru fu fabbricato per le scene ravvicinate di distruzione.

### Godzilla 1985
Dopo che il film fallì nei botteghini giapponesi e il progetto di Steve Miner, Godzilla 3D, fu scartato, Toho decise di distribuire il film all'estero per recuperare le perdite. I diritti di distribuzione statunitensi furono acquisiti da New World Pictures, che rinominarono il film Godzilla 1985, riassumendo Raymond Burr, protagonista della versione americana del primo film, nei panni di Steve Martin. New World inizialmente intendeva riscrivere il dialogo per renderlo un film comico con Leslie Nielsen (nello stile di Che fai, rubi?), ma il piano fu scartato perché Burr insisteva nel prendere il messaggio anti-nucleare del film sul serio. Tutte le scene di Burr furono girate in un solo giorno per venire incontro alle sue esigenze. Uno dei cambiamenti più controversi fu la modifica della scena in cui il colonnello sovietico Kashirin tenta di impedire il lancio del missile nucleare, modificandolo in modo che sembrasse che lo lanciasse deliberatamente. Il regista R. J. Kizer attribuì questo cambiamento ai sentimenti conservatori del direttore di New World.
Il film modificato includeva numerosi esempi di pubblicità indiretta per Dr Pepper, che aveva già usato Godzilla due volte nelle sue pubblicità. Il direttore del marketing di Dr Pepper insisteva nell'includere una scena dove Raymond Burr beve da una lattina, e il suggerimento fu fatto all'attore da Kizer. Secondo la testimonianza di Kizer, Burr rispose "dandomi uno di quegli sguardi raggelanti senza dire niente."
Roger Ebert e altri critici diedero al film modificato recensioni negative, e Gene Siskel lo descrisse come "noioso".

## Riconoscimenti
- Awards of the Japanese Academy
  - Awards of the Japanese Academy ai migliori effetti speciali a Teruyoshi Nakano[2]
- 1985 - Razzie Awards[12]
  - Candidatura al Peggior attore non protagonista a Raymond Burr